# Сото, Эльвио
Эльвио Сото (исп. Helvio Soto; 21 февраля 1930  — 29 ноября 2001)  — чилийский кинорежиссёр, один  из наиболее значительных мастеров кино страны 1960-70-х годов. Отец известного журналиста Рикарте Сото.

## Биография
Родился в 1930 году в Сантьяго, столице Чили в семье Луиса и Леониты Сото. Изучал в университете право, но ни дня не работал по профессии.  Эмигрировав из родной страны, работал помощником режиссёра в нескольких аргентинских и эквадорских кинопроектах.  Он написал несколько книг, среди которых «Неделя за неделей» (исп. Semana a semana), имевших регулярный успех критики.
К тому времени, как он возвращается в Чили, кино Латинской Америки переживает подлинный бум,  к которому привело повсеместное введение 16-мм киноплёнка.  В 1964 году Сото окончил Чилийский университет и выпустил короткометражку, ставшую его дебютом. Его первый получивший известность фильм, вышедшая в 1967 году «Азбука любви», был  снят  интернациональной группой режиссёров — бразильцем Эдуарду Коутинью, аргентинцем Родольфо Куном и чилийцем Эльвио Сото. Короткометражная драма была представлена на Берлинском кинофестивале.
Режиссёр был частью группы Experimental Cinema под предводительством Педро Часкеля, объединявшей  молодых кинематографистов, имевший авангардный и нестандартный подход к кино.
С 1970 года занимал административные должности на Национальном телевидении.
В 1975 году Сото снял самый известный свой фильм — политическую драму «В Сантьяго идёт дождь» совместного франко-болгарского производства о военном перевороте 1973 года. По понятным причинам лента была запрещена к показу в захваченной хунтой стране, но имел немалых успех на европейском континенте.
После 1984 года Эльвио посвятил себя документалистике и помощи молодым кинематографистам, ненадолго вернувшись в профессию в конце 90-х, сняв несколько эпизодов сериала «Сантьяго Сити».

## Смерть
Ушёл из жизни в 2001 году в возрасте 71 года.

## Фильмография
- У меня был друг (1964) — короткометражный фильм
- Амалия (1967) — телесериал (три эпизода)
- Азбука любви (1967) — короткометражный фильм
- Волшебный мир (1967) — короткометражный фильм
- Кровавое пятно[англ.] (1969)
- Я голосую за ружьё[исп.] (1971)
- Метаморфозы главы политической полиции (1973)
- В Сантьяго идёт дождь (1975)
- Тройная смерть третьей персоны (1981)
- Мой друг Вашингтон (1984)